# 基盤岩
基盤岩（きばんがん、英: bedrock）は、地質学の用語であり、大陸地殻を構成する、古代の、そして最も古い変成岩と火成岩から成る厚い基礎部分（しばしば花崗岩で構成される）を指す。

## 解説
基盤岩は、大陸の形成後に基盤岩の上に堆積した、砂岩や石灰岩などの被覆堆積岩とコントラストを成す。基盤岩の上に堆積した堆積岩は、通常は相対的に薄い表層部を成すが、3マイルを超える厚さになる場合もある。
地殻の基盤岩の厚さは、20 - 30マイルあるいはそれ以上になる場合がある。基盤岩は堆積岩の下に位置するが、地表に露出して観察される場合もある。グランド・キャニオンの基底部では、17 - 20億年前の古い花崗岩 (Zoroaster granite) と、結晶片岩 (Vishnu Schist) からなる基盤岩を観察できる。Vishnu Schistは、高度に変成作用を受けた火成岩と頁岩（火山噴火で堆積した玄武岩と泥と粘土に由来する）であり、花崗岩は Vishnu Schistに貫入したマグマにより形成されたと考えられている。この基盤岩の上に、いくつかの年代を通して堆積した様子を、断面として見ることができる。
大陸地殻の基盤岩は海洋地殻より古い傾向がある。海洋地殻の年齢は 0 - 2.5億年であり、通常は大陸地殻より薄く（10マイル程度）、玄武岩から構成されている。大陸地殻の年齢がより古いのは、大陸地殻が沈み込みに巻き込まれない程度には十分軽量（低密度）で厚いのに対して、海洋地殻は定期的に沈み込み帯で沈み込み、海嶺で生まれるより若い海底地殻に置き換わるからである。
基盤岩は、しばしば高度に変成作用を受けており、複雑である。これらは、火山岩、貫入した火成岩、変成岩など異なるタイプの岩石から構成される可能性がある。これらは、さらに海洋地殻の断片を含む場合もある。これは海洋地殻がプレートの間にはさまれて、くさび状に形成されて、地塊（テレーン；terrane）として大陸の縁に付着するからである。これらの構成材料は、すべて何度も繰り返し褶曲され、変成作用を受ける。
新しい火成岩が深部から地殻に貫入したり、あるいは、地殻の内部で貫入した火成岩が新しい層を形成する場合もある。この惑星の大陸地殻の年齢は、大部分は 10 - 30億年程度と言われている。そして、先カンブリア時代に大陸が急速に拡大し合体した時期が、少なくとも1つはあったという理論が打ち立てられている。
基盤岩の大部分は元来海洋地殻であったが、高度に変成作用を受けて大陸地殻に転化したと考えられる。典型的なパターンは次のようなものである。海洋地殻が上に覆い被さる海洋地殻または大陸地殻のプレートによって、押し下げられる沈降の先端部では、海洋地殻がマントルまで沈降する可能性がある。
海洋地殻のプレートが覆い被さる海洋地殻のプレートの下に沈みこんだ場合は、下向きの力を受ける地殻が融解するにつれ、マグマの上昇を引き起こす。これは沈み込み線に沿って、覆い被さるプレートに火山活動を引き起こす。これは日本列島のような海底火山の列を作る。この火山活動は岩石の変成作用とマグマの貫入を引き起こし、これが花崗岩を作り出す。また、火山が地殻に岩石層を堆積させる。これは、地殻を軽く厚くする傾向があり、結果として地殻に沈み込みに対する抵抗力を与える。
海洋地殻は沈降できるが、大陸地殻は沈降できない。最終的には、下向きの力を受ける海洋地殻が、大陸に近い火山列を形成させ、これに衝突することになる。覆い被さるプレートが大陸の下に沈みこむのではなく、衝突した場合は、それは大陸の縁に付加し大陸の一部となる。下向きの力を受けるプレートの薄く細長い断片が、大陸の縁に付着して、覆い被さるプレートとの間でくさび状に成形されながら傾く場合もある。このような経過で、新しい地塊が縁に付着するに従い、大陸は時とともに成長でき、したがって、大陸は異なる年齢を持つ地塊の複雑なキルト（パッチワーク）となることになる。
このように、基盤岩の年齢は大陸の縁に近づくに従い若くなる。しかし、エキゾチック地塊 (exotic terrane) のような例外がある。エキゾチック地塊は、他の大陸から引き剥がされた断片が他の大陸に付着したものである。
また、多くの大陸は複数のクラトンから構成されている。クラトンは大陸の最初のオリジナルの核の周りに形成された地殻のブロックであり、地塊が新しく縁に付着するに従い徐々に成長してきたものである。例えば、パンゲアは地球上のほとんどの大陸が一つの巨大超大陸に合体したものである。ほとんどの大陸は実際に複数の大陸性クラトンから構成される。言い換えれば大陸は、アジアやアフリカやヨーロッパのように、より小さな大陸が合体したものである。